# 特快旅客列车
特快旅客列车，简称特快列车或特快，是中国铁路的一个列车等级，一般全程只停省会城市、副省级市和少量主要地级市等大型车站，最高运行时速140公里。车体一般使用25K型客车（包括双层25K），也有部分使用25Z型客车、25T型客车等車型。由於普通話拼音中，「特」的拼音首字母為「T」，因此特快列車被俗稱為「T字頭」。其中T1—T4998为跨局车次，各铁路局管内车次使用T5001—T9998。铁路系统标准唸法为「特*次」，普通民眾习惯唸作「T*次」。

## 历史
现有的T字头列车源自2000年10月21日的中國鐵路第三次大提速，此次提速重新分类和调整了列车的等级和车次，将传统的快速列车、特快列车、直快列车、普通客车、混合列车、市郊列车、军运人员列车七个等级调整为三个等级，即特快列车、快速列车、普通列车。在此之前，特快、普快、普客列车车次并没有以字母区分，而是以1～199为特快，201～499为普快，501～999为普客，不同铁路局存在相同车次号的情况；改用字母后一段时间，经过调整，重号现象得以消除。

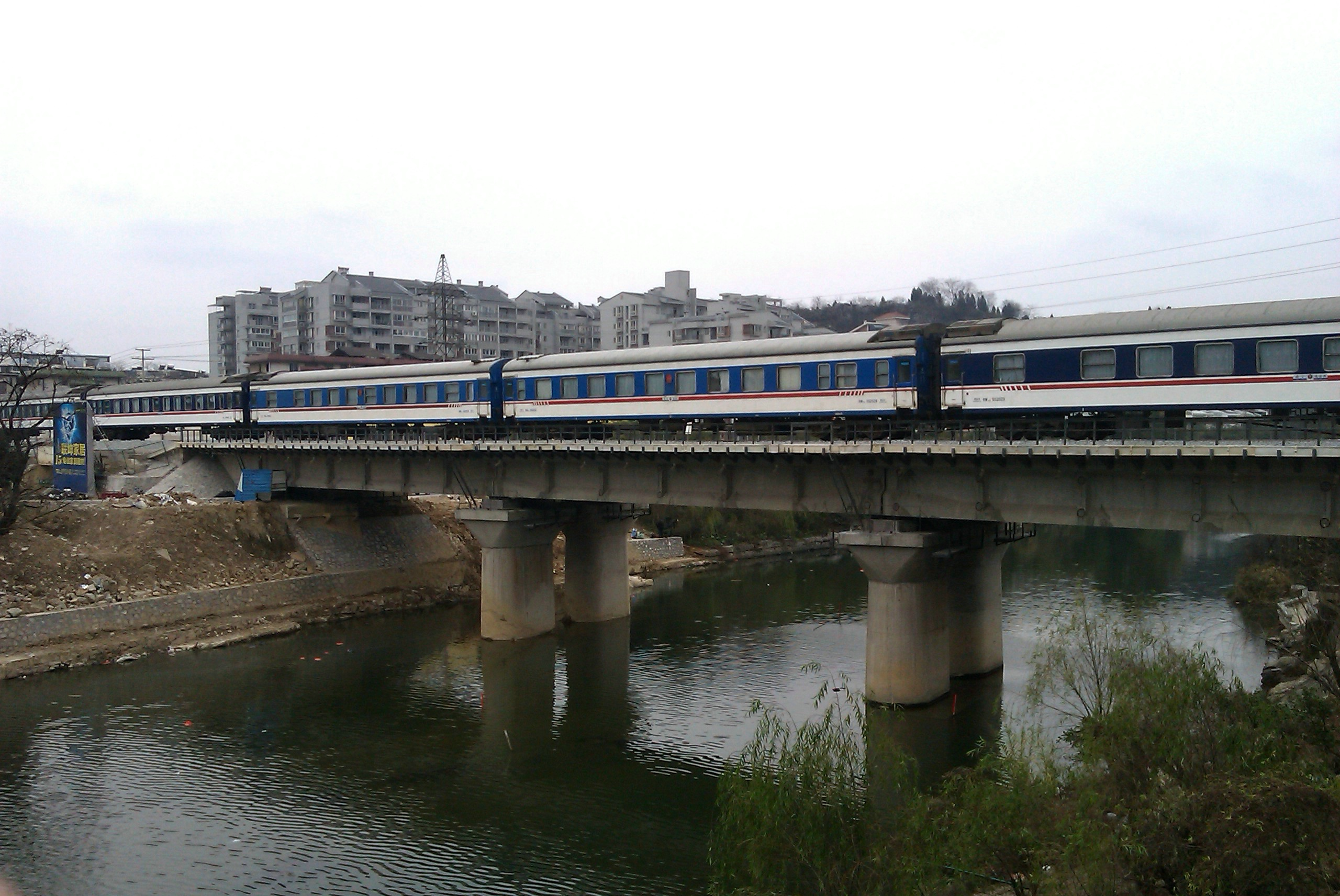
T6次特快列车
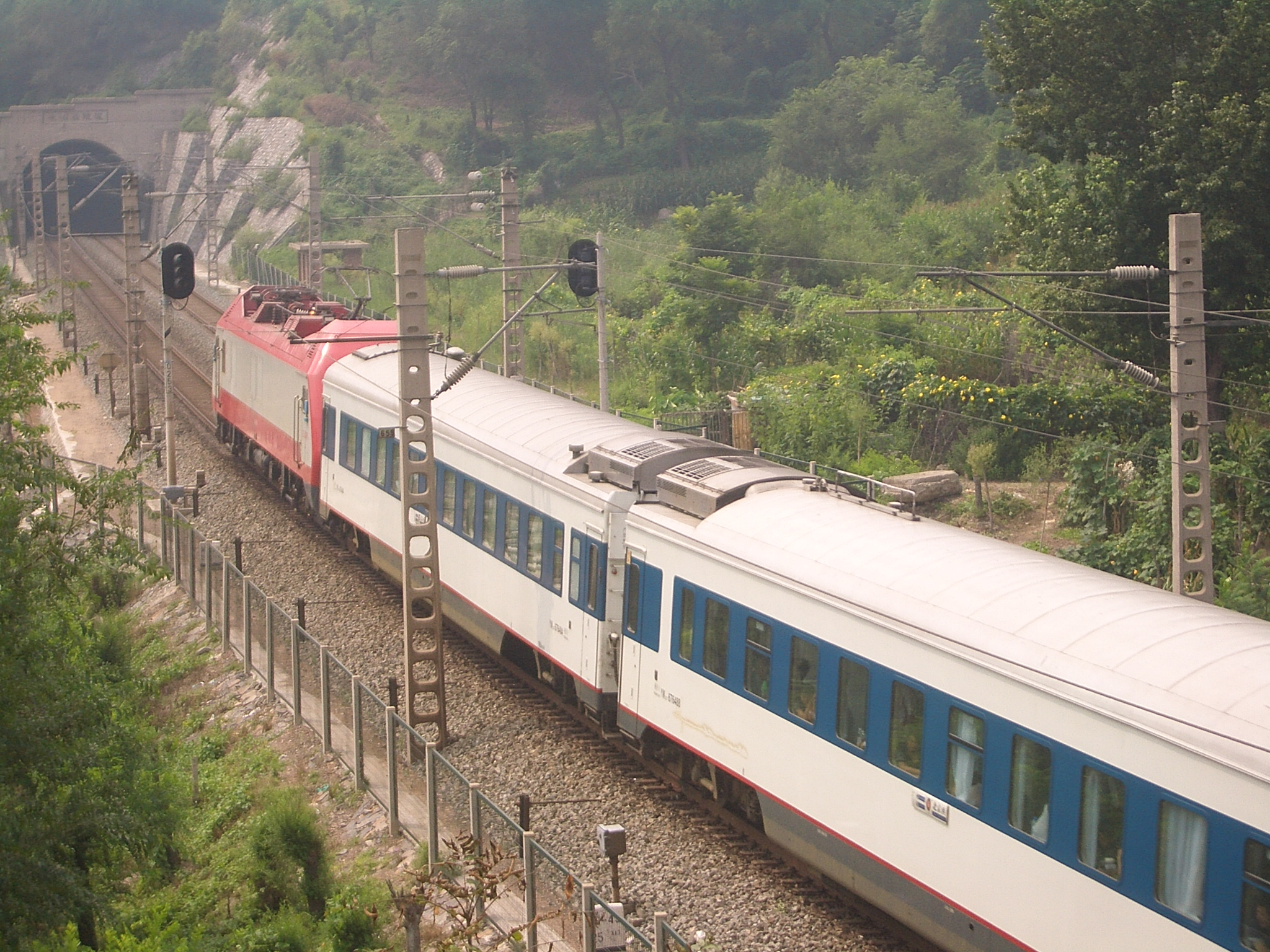
京广特快列车
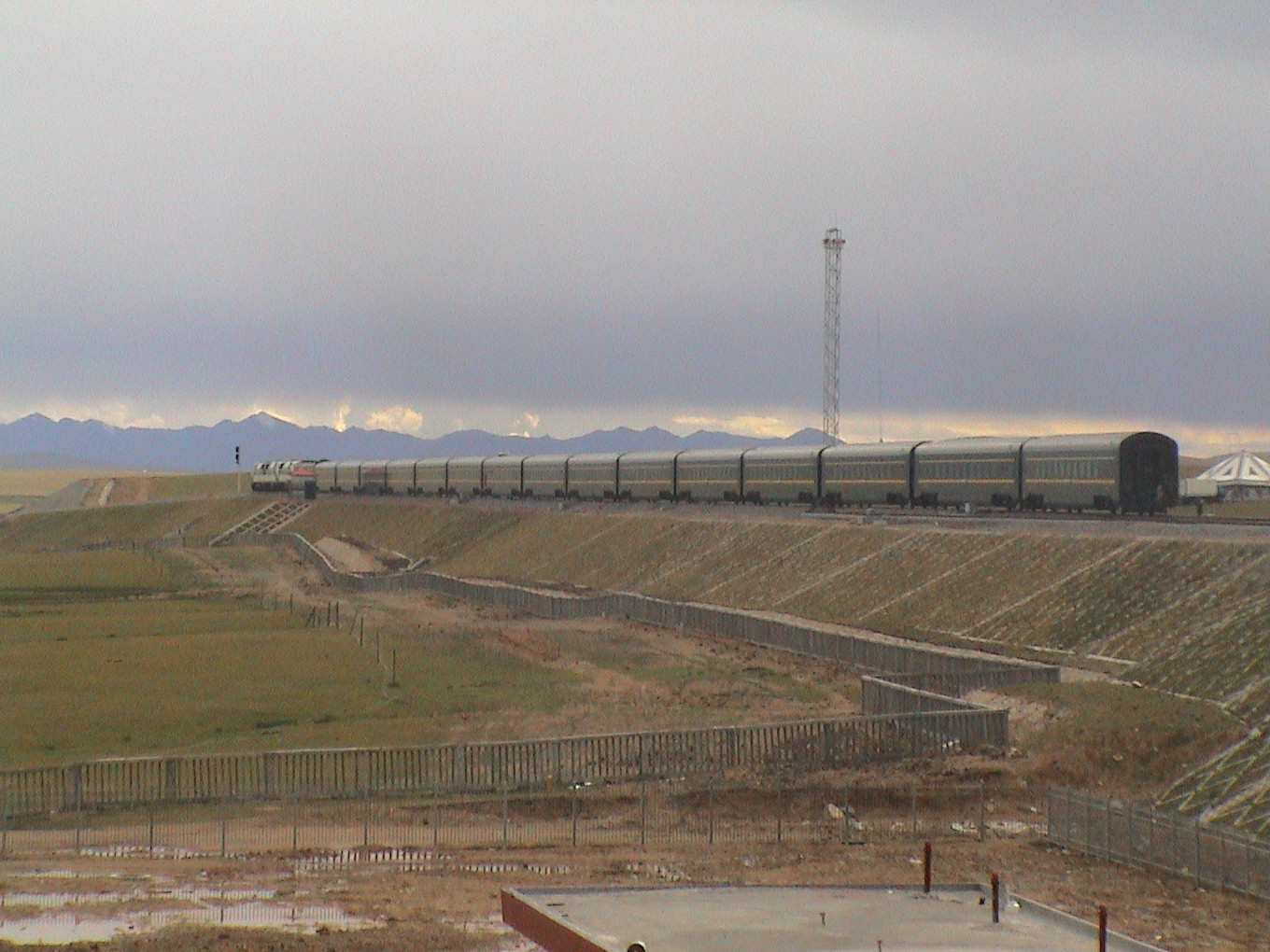
北京至拉萨T27次列车运行于青藏铁路
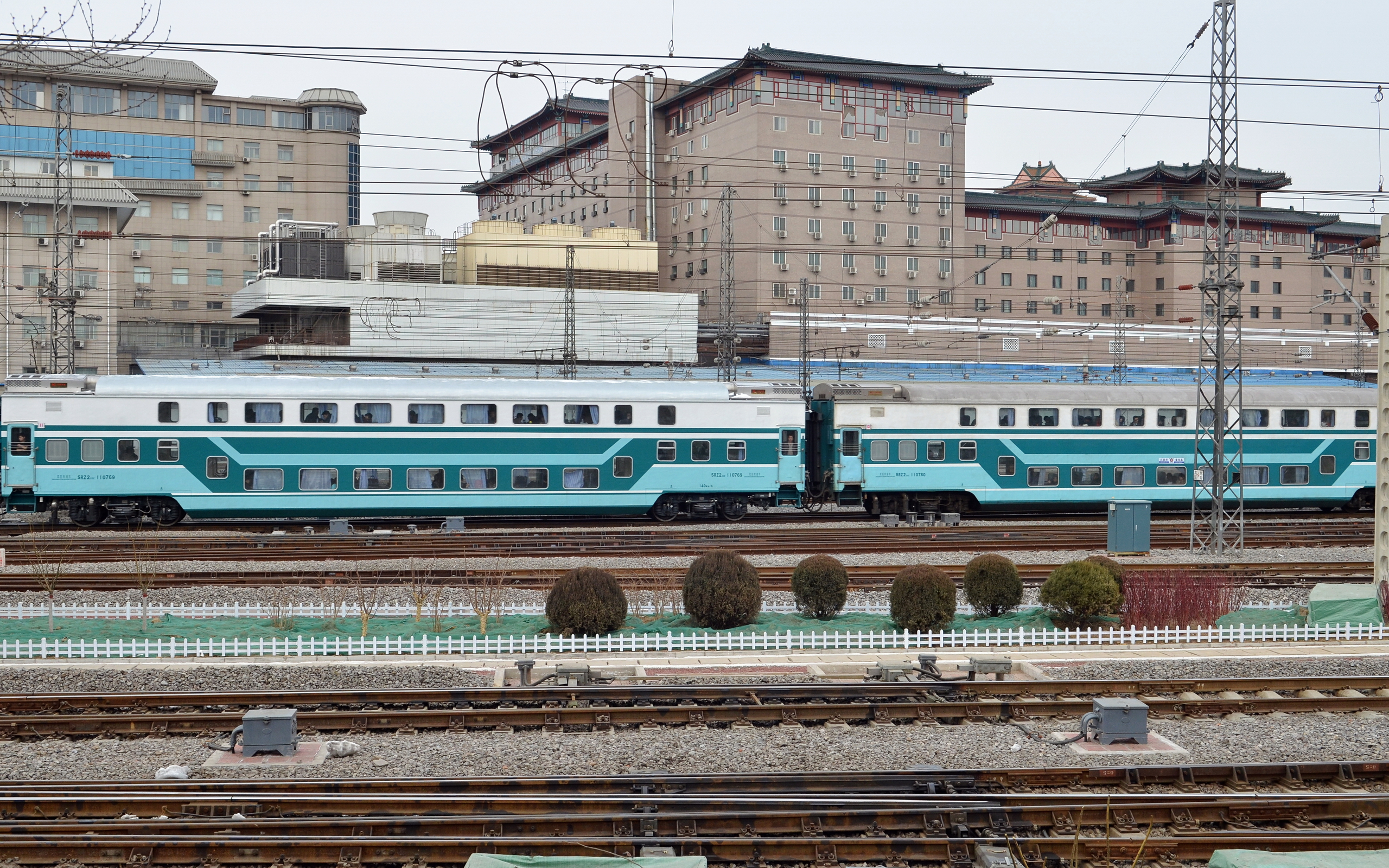
秦皇岛至石家庄T5681次管内特快列车

## 车次列表

### 跨局特快列车
| 车次                  | 线路 | 距离     | 开行路局       | 使用车体 | 开行日期   |
| --------------------- | --- | -------- | -------------- | -------- | ---------- |
| T07/8次               | 成都西 － 西安 －太原 - 北京西                                                                                                 | 2121公里 | 成都局集团     | 25K      | 2000.10.21 |
| T09/10次              | 重庆西 － 石家庄 － 北京西 | 2073公里 | 成都局集团     | 25K      | 2000.10.21 |
| T017/18次             | 牡丹江 －哈尔滨 － 沈阳北 － 北京                                                                                              | 1249公里 | 哈尔滨局集团   | 25K      | 2000.10.21 |
| T021/22次             | 北京西 －石家庄 － 郑州 － 武昌 － 长沙 － 衡阳 － 桂林北 － 南宁                                                              | 2527公里 | 南宁局集团     | 25K      | 2004.04.18 |
| T035/36次             | 合肥 － 徐州 － 天津西 － 北京                                                                                                 | 1109公里 | 上海局集团     | 25K      | 2000.10.21 |
| T041/42次             | 西安 － 太原 － 石家庄北 － 北京西                                                                                             | 1279公里 | 西安局集团     | 25K      | 1959.11    |
| T047/48次             | 齐齐哈尔 － 哈尔滨 － 沈阳北 － 北京                                                                                           | 1537公里 | 哈尔滨局集团   | 25K      | 2000.10.21 |
| T049/50次             | 宜昌东 － 石家庄 － 北京西 | 1420公里 | 武汉局集团     | 25K      | 2013.12.28 |
| T055/56次 T058/55次   | 宝鸡 － 西安 － 石家庄 － 北京丰台 － 天津                                                                                     | 1500公里 | 西安局集团     | S25K     | 2000.10.21 |
| T081/80次 T082/79次   | 南宁 － 衡阳 － 株洲 － 鹰潭 － 杭州南 － 上海松江                                                                             | 2052公里 | 南宁局集团     | 25K      | 2010.05.08 |
| T095/96次             | 武昌 － 长沙 － 广州北 － 深圳东                                                                                               | 1236公里 | 武汉局集团     | 25K      | 2000.10.21 |
| T101/102次            | 深圳东 － 鹰潭 － 杭州东 － 上海松江                                                                                           | 1684公里 | 广州局集团     | 25K      | 2011.01.11 |
| T109/110次            | 北京 － 天津西 － 徐州 － 南京 － 常州 － 无锡 － 上海                                                                         | 1463公里 | 北京局集团     | 25K      | 2001.10.21 |
| T112/113次 T114/111次 | 杭州 － 苏州 － 无锡 － 南京 － 徐州 － 郑州 － 西安 － 兰州                                                                   | 2372公里 | 上海局集团     | 25K      | 2001.10.21 |
| T116/117次 T118/115次 | 兰州 － 西安 － 郑州 － 徐州 － 南京 － 无锡 － 上海                                                                           | 2185公里 | 兰州局集团     | 25K      | 2001.10.21 |
| T122/123次 T124/121次 | 长春 － 沈阳北 － 山海关 － 天津 － 石家庄 － 郑州 － 武昌 － 长沙 － 株洲 － 衡阳 － 广州白云                                 | 3393公里 | 沈阳局集团     | 25K      | 2001.10.21 |
| T126/127次 T128/125次 | 东莞东 － 南昌 － 武昌 － 成都西                                                                                               | 2575公里 | 广州局集团     | 25K      | 2001.10.21 |
| T131/132次 T133/134次 | 大连 － 山海关 － 天津 － 济南 － 徐州 － 南京 － 常州 － 无锡 － 上海                                                         | 2254公里 | 沈阳局集团     | 25K      | 2000.10.21 |
| T135/136次            | 济南 － 徐州 － 南京 － 上海松江 － 杭州南 － 宁波                                                                             | 1297公里 | 济南局集团     | 25K      | 2015.07.01 |
| T142/143次 T144/141次 | 启东 － 南通 － 盐城 － 徐州 － 商丘 － 开封 － 郑州                                                                           | 1001公里 | 郑州局集团     | 25K      | 2016.05.15 |
| T145/146次 T147/148次 | 南昌 － 株洲 － 长沙 － 武昌 － 郑州 － 石家庄 － 北京西                                                                       | 2012公里 | 南昌局集团     | 25K      | 2000.10.21 |
| T152/151次            | 广州白云 － 衡阳 － 株洲 － 鹰潭 － 南京                                                                                       | 1968公里 | 广州局集团     | 25K      | 2004.04.18 |
| T167/168次            | 南昌 － 武昌 － 郑州 － 石家庄 － 北京西                                                                                       | 1580公里 | 南昌局集团     | 25K      | 2000.10.21 |
| T169/170次            | 广州白云 － 赣州 － 吉安 － 鹰潭 － 杭州南 － 上海松江                                                                         | 1598公里 | 广州局集团     | 25K      | 2008.04.01 |
| T171/172次            | 南昌 － 株洲 － 衡阳 － 广州白云                                                                                               | 1030公里 | 南昌局集团     | 25K      | 2001.10.21 |
| T175/176次            | 北京西 － 石家庄北 － 太原 － 兰州 － 西宁                                                                                     | 1793公里 | 北京局集团     | 25K      | 2012.07.01 |
| T179/180次            | 济南 － 武昌 － 长沙 － 株洲 － 衡阳 － 广州白云                                                                               | 1993公里 | 济南局集团     | 25K      | 2004.04.18 |
| T182/183次 T184/181次 | 哈尔滨西 － 长春 － 沈阳北 － 山海关 － 北京丰台 － 阜阳 － 武昌 － 长沙                                                       | 2550公里 | 哈尔滨局集团   | 25K      | 2000.10.21 |
| T194/191次 T192/193次 | 沈阳北 － 山海关 － 天津 － 石家庄 － 太原                                                                                     | 1315公里 | 沈阳局集团     | 25K      | 2013.01.05 |
| T197/198次            | 郑州 － 西安 － 兰州 － 乌鲁木齐                                                                                               | 3079公里 | 郑州局集团     | 25K      | 2000.10.21 |
| T211/212次            | 深圳东 － 鹰潭 － 杭州南 － 上海松江                                                                                           | 1684公里 | 广州局集团     | 25K      | 2007.04.18 |
| T221/222次            | 合肥－南昌－ 广州白云 | 1410公里 | 上海局集团     | 25K      | 2019.01.05 |
| T225/228次 T227/226次 | 广州白云 － 南昌 － 天津 － 牡丹江                                                                                             | 4045公里 | 哈尔滨局集团   | 25K      | 2024.01.10 |
| T231/232次            | 北京西 － 石家庄 － 西安 | 1200公里 | 北京局集团     | 25K      | 2001.10.21 |
| T236/237次 T238/235次 | 重庆西 － 襄阳 － 合肥 － 南京 － 昆山                                                                                         | 1986公里 | 成都局集团     | 25K      | 2007.04.18 |
| T242/243次 T244/241次 | 合肥 － 徐州 － 天津 （－ 山海关） － 沈阳北 － 长春 － 哈尔滨 － 齐齐哈尔                                                     | 2494公里 | 哈尔滨局集团   | 25K      | 2009.01.01 |
| T252/253次 T254/251次 | 天津 － 石家庄 － 郑州 － 武昌 － 长沙 － 广州白云                                                                             | 2436公里 | 北京局集团     | 25K      | 1990.04.01 |
| T257/258次            | 兰州 － 乌鲁木齐 | 1796公里 | 兰州局集团     | 25K      | 2024.01.10 |
| T269/270次            | 西安 － 兰州 － 喀什 | 1200公里 | 乌鲁木齐局集团 | 25K      | 1997.04.01 |
| T287/290次 T288/289次 | 南宁 － 长沙－ 武昌－ 郑州－ 石家庄－ 北京西                                                                                   | 2743公里 | 南宁局集团     | 25K      | 2013.12.28 |
| T297/298次            | 北京 － 沈阳 － 长春 － 哈尔滨 － 牡丹江                                                                                       | 1663公里 | 哈尔滨局集团   | 25K      | 2013.12.28 |
| T302/303次 T304/301次 | 沈阳 － 通辽 － 呼和浩特东 － 包头 - 银川 － 乌鲁木齐                                                                          | 4502公里 | 沈阳局集团     | 25K      | 2014.07.01 |
| T308/305次 T306/307次 | 乌鲁木齐 - 兰州 － 西安 － 武昌 － 南昌                                                                                        | 3716公里 | 乌鲁木齐局集团 | 25K      | 2014.07.01 |
| T309/310次            | 沈阳 － 长春 － 松原 － 齐齐哈尔                                                                                               | 0837公里 | 沈阳局集团     | S25K     | 2011.07.01 |
| T326/327次 T328/325次 | 宁波 － 余姚 － 上虞 － 绍兴 － 杭州 － 长兴南 － 广德 － 宣城 － 芜湖 － 合肥 － 阜阳 － 亳州 － 商丘 － 民权 － 开封 － 郑州 | 1218公里 | 郑州局集团     | 25K      | 2014.12.10 |
| T368/369次 T370/367次 | 大連 － 盤錦 － 錦州 － 天津 － 石家莊 － 武昌 － 長沙 － 广州白云                                                             | 3256公里 | 沈阳局集团     | 25K      | 2014.12.10 |
| T381/382次            | 上海松江 － 杭州南 － 鹰潭 － 衡阳－ 桂林－ 柳州－ 南宁－ 昆明                                                                 | 2899公里 | 昆明局集团     | 25K      | 2014.07.01 |
| T396/397次 T398/395次 | 深圳 － 惠州 － 贛州 － 南昌－ 九江－ 阜陽－ 菏澤－ 兗州－ 濟南－ 青島北                                                       | 2485公里 | 广州局集团     | 25K      | 2014.12.10 |

注
1. ↑  仅显示始发/终到站、省会站及特等站

### 管内特快列车

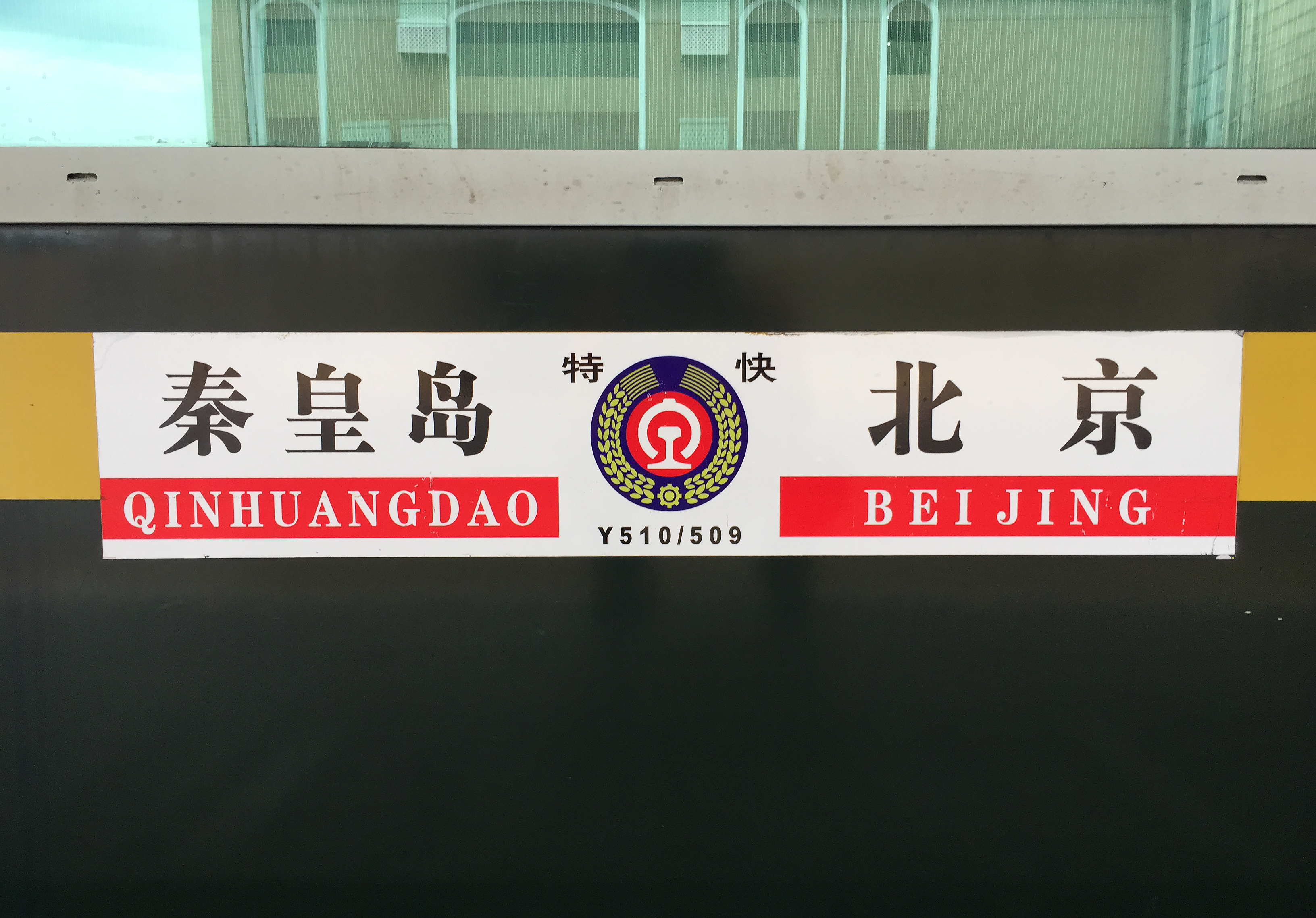
北京铁路局的Y509/510次列车在水牌上被标示为特快列车；目前仅北京铁路局和兰州铁路局利用管内旅游列车的号段开行管内特快列车

北京局集团公司
| 车次         | 线路                               | 行程    | 客运担当   | 车体 |
| ------------ | ---------------------------------- | ------- | ---------- | ---- |
| T5687/5688次 | 北京 － 唐山北 － 北戴河 － 秦皇岛 | 299公里 | 吉林客运段 | 25T  |

上海局集团公司
| 车次                      | 线路                         | 行程    | 客运担当   | 车体       |
| ------------------------- | ---------------------------- | ------- | ---------- | ---------- |
| T7776/7777次 T7778/7775次 | 南京 － 扬州 － 东台 － 盐城 | 322公里 | 南京客运段 | 25T（BSP） |
| T7786/7787次 T7788/7785次 | 兰溪 －金华 －义乌 － 杭州   | 210公里 | 南京客运段 | 25Z        |

南宁局集团公司
| 车次         | 线路                                         | 行程    | 客运担当   | 车体 |
| ------------ | -------------------------------------------- | ------- | ---------- | ---- |
| T8701/8702次 | 南宁 － 崇左 － 凭祥 － 同登 － 北江 － 嘉林 | 401公里 | 南宁客运段 | 25G  |

兰州局集团公司
| 车次                  | 线路                                           | 行程     | 客运担当   | 车体 |
| --------------------- | ---------------------------------------------- | -------- | ---------- | ---- |
| T6601/6602次          | 兰州 － 武威 － 金昌 － 张掖 － 酒泉 － 嘉峪关 | 770公里  | 兰州客运段 | 25T  |
| Y667/670次 Y668/669次 | 兰州 － 武威 － 嘉峪关 － 敦煌                 | 1133公里 | 兰州客运段 | 25T  |

乌鲁木齐局集团
| 车次         | 线路         | 行程 | 客运担当       | 车体 |
| ------------ | ------------ | ---- | -------------- | ---- |
| T9531/9532次 | 喀什 － 和田 | －   | 乌鲁木齐客运段 | 25K  |

注
1. 1 2 3 4 5  仅显示始发/终到站、地级市站
2. ↑  与Z117/118次列车套跑
3. ↑  越南境内车次变更为MR1/MR2次